# Jouqueviel
Jouqueviel – miejscowość i gmina we Francji, w regionie Oksytania, w departamencie Tarn. Przez gminę przepływa rzeka Viaur. 
Według danych na rok 1990 gminę zamieszkiwało 119 osób, a gęstość zaludnienia wynosiła 10 osób/km² (wśród 3020 gmin regionu Midi-Pireneje Jouqueviel plasuje się na 944. miejscu pod względem liczby ludności, natomiast pod względem powierzchni na miejscu 957.).